# Извънсистемна единица
Извънсистемна единица е мерна единица за измерване на физична величина, която не е част от някои системи единици, също и единица, която не е част от официално приетата система единици за конкретно измерване. Най-общо казано извънсистемни единици са тези, които не са част от системата SI. Въпреки това те имат сфера на употреба поради удобство в някои дялове на науката или в ежедневието, като може да използват както отделно, така и заедно със системните единици.

## Употребими единици
Няколко извънсистемни мерни единици, които са производни на приетите в SI, са допустими за едновременно ползване при определни условия.

### Налягане
- милиметър живачен стълб (mm Hg) – използва се в метеорологията, медицината (апаратите за кръвно налягане) и авиационната навигация.

### Време
За по-големи отрязъци от време са допустими производните на секундата (s):
- минута (1 min = 60 s)
- час (1 h = 3600 s)
- ден (1 d = 86 400 s)

Без да са дефинирани с точност до секунда се допускат и:
- седмица
- месец
- година
- век
- хилядолетие

### Обем
- литър (1 l = 0,001 m³)

### Тегло
- тон (1 t = 1000 kg)

### Площ
При дефиниране на земеделски площи са допустими:
- ар (1 a = 100 m²)
- декар (1 декар = 1000 m²)
- хектар (1 ha = 10 000 m²)

### Налягане на флуиди
- бар (1 bar = 100 000 Pa)

### Температура
- градус Целзий (0 °C = 273,15 K)

### Гравитационно ускорение
- гал (1 Gal = 0,01 m/s²)

### Разстояние
За нуждите на астрономията, където се работи с огромни разстояния, се допускат единиците:
- астрономическа единица (1 au = 149 597 870 700 m)
- светлинна година (1 ly = 365,25 × 86 400 × c km ≈ 63 241 au ≈ 9 460 730 472 580,8 km)
- парсек (1 pc = 648 000/π au ≈ 206 264,8 au ≈ 30 856 775 814 914 km)

### Ядрено ефективно сечение
- барн (1 b = 10−28 m²) – допустимо в областта на ядрената и атомна физика.

## Неупотребими единици
Има група мерни единици, които не се препоръчват за едновременна употреба с единиците от системата SI, като всички те имат аналогична препоръчителна единица в SI, към която се приравняват по определена формула.
- айнщайн = мол (1 E = 1 mol)
- ангстрьом – метър (1 Å = 10−10 m)
- атмосфера – паскал (1 atm = 101 325 Pa)
- електронволт – джаул (1 eV = 1,602176634 × 10−19 J)
- калория – джаул (1 cal ≈ 4,1868 J)
- кюри – бекерел (1 Ci = 3,7 × 1010 Bq)
- микрон = микрометър (1 µ = 1 µm = 10−6 m)
- нит = кандела на квадратен метър
- рентген – кулон на килограм (1 R = 2,57976 × 10−4 C/kg)
- фарадей – кулон (1 F = 96485,3415 C)
- фермѝ = фемтометър (1 fermi = 1 fm = 10−15 m)

### Единици от системата CGS
Системата CGS (сантиметър – грам – секунда) е кохернтна на метричната система MKS (метър – килограм – секунда), станала основа за SI, но основните единици са с различни десетични представки. Едновременната употреба на двете системи (CGS и SI) не се допуска, а се използват приравнителните формули.
- гаус – тесла (1 G = 10−4 T)
- дина – нютон (1 dyn = 10−5 N)
- ерг – джаул (1 erg = 10−7 J)
- максуел – вебер (1 Mx = 10−8 Wb)
- оерстед – ампер на метър (1 Oe = 1000/(4π) ≈ 79,57747 A/m)

### Единици от системата MTS
Системата MTS (метър – тон – секунда) е отпаднала система единици, възникнала и използвана във Франция от 1919 до 1961 и приета в Съветския съюз от 1933 до 1955. Тя също е кохерентна на системите MKS и CGS, но с по-големи стойности, удобни за индустрията. По-интерсени единици от MTS са:
- стен – нютон (1 sn = 1000 N)
- пиез – паскал (1 pz = 1000 Pa)

### Имперски единици
Имперските единици (фунт, ярд, галон и производните им) са извънсистемни и държавите, които ги ползват, преминават постепенно към метричната система по препоръка на Международната организация по законодателна метрология (МОЗМ).

### Конска сила
За конската сила няма единно определение и съществуват няколко начина за измерването ѝ, поради което тя не се препоръчва за използване. Препоръчителна е употребата на единицата за измерване на мощност от SI – ват (W) или кратната ѝ киловат (kW).

## Единици на кирилица
Изписването на означенията на единиците от SI на кирилица също е извънсистемно, но до 1994 г. в България действаше БДС 3952, който разрешаваше употребата и на кирилица. Със Закона за измерванията и Наредбата за единиците за измерване, разрешени за използване в Република България от 2002 г. стана задължително ползването на международните означения на единиците от SI в България.